# José Soroa
José Soroa (Montevideo, 10 luglio 1949) è un ex calciatore uruguaiano, di ruolo centrocampista.

## Carriera
Nel 1969 era in forza al Nacional, con cui giocò un incontro nel Torneo di Copa il 22 giugno, nella vittoria per 2-1 contro il Sud América. Con i Tricolores ottenne il terzo posto nella competizione.
Trasferitosi negli Stati Uniti d'America, nel 1973 era in forza ai Boston Astros, squadra dell'American Soccer League, con cui non riesce a qualificarsi ai play-off.
Nel 1974 viene ingaggiato dalla franchigia della North American Soccer League dei Boston Minutemen. Nella stagione 1974 vinse con i bostoniani la Northern Division. Con i Minutemen la corsa al titolo nordamericano fu interrotta alle semifinali, perse contro i futuri campioni dei L.A. Aztecs. La stagione seguente Soroa con i suoi raggiunse invece i quarti di finale. Nella stagione 1976 con i Minutemen non riuscì ad accedere ai play-off del torneo.